# Celtic Connections
Celtic Connections est un festival de musique né en 1994 à Glasgow, en Écosse, et qui se tient tous les ans en janvier. Avec plus de 300 concerts, ceilidhs, conférences, événements gratuits, sessions et ateliers tard le soir, le festival se concentre sur les racines de la musique traditionnelle écossaise et présente également des artistes internationaux de folk, roots et world music. Le festival est produit et promu par les salles de concert de Glasgow. Donald Shaw, membre fondateur de Capercaillie, a été nommé directeur artistique de Celtic Connections en 2006, rôle qu'il a occupé jusqu'en 2018. 
Les musiques celtiques et la dimension panceltique du festival sont mis en avant. Un programme éducatif est au cœur du festival, qui voit des milliers d'écoliers assister à des concerts gratuits le matin pour écouter de la musique live. Celtic Connections continue également d'encourager les nouveaux et les jeunes talents à travers sa série de concerts Young Tradition et New Voices, et à travers le concours Danny Kyle Open Stage. 
Tous les soirs du festival, une fois les concerts terminés, le Celtic Connections Festival Club prolonge la fête jusqu'au petit matin. Aucun programme n'est annoncé à l'avance et le club est réputé pour ses collaborations ponctuelles entre musiciens apparaissant au festival. 
Celtic Music Radio diffuse le festival dans la région de Glasgow et sur Internet. Celtic Music Radio diffuse environ 7 heures de direct sur le site chaque jour. Cela comprend des entrevues avec des artistes, des critiques et des avant-premières de concerts et la couverture en direct de concerts, y compris la scène ouverte Danny Kyle. 

## Histoire
Le festival Celtic Connections a été fondé par Colin Hynd en 1994 pour combler une lacune dans la période normalement calme de l'après-Noël du Glasgow Royal Concert Hall. Le premier festival a eu lieu dans un seul lieu, attirant environ 32 000 personnes. 
En février 2004, Celtic Connections a reçu le prix Good Tradition Award aux BBC Radio 2 Folk Awards en reconnaissance de sa contribution exceptionnelle à la musique et à la culture traditionnelles. Le festival a également remporté le prix Nordoff Robbins Tartan Clef. 

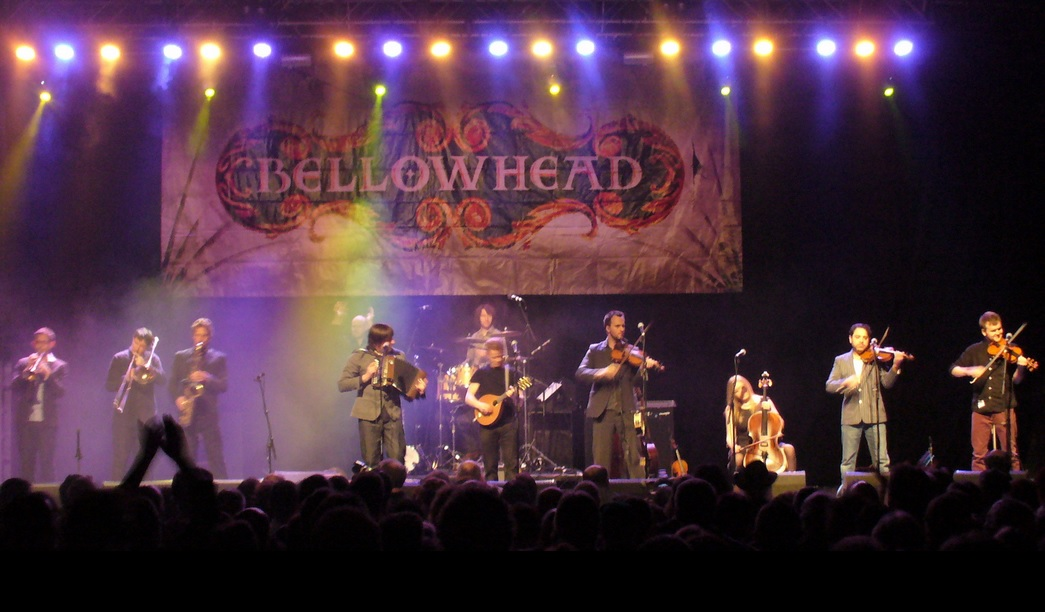
Bellowhead en 2013

Au cours de sa 13e année (2006), plus de 100 000 personnes ont rempli 10 salles et vu des centaines d'artistes amenés à Glasgow du monde entier. 
En 2008, Celtic Connections a célébré son 15e anniversaire, avec 120 000 participants au festival et des événements se déroulant dans 14 sites à travers Glasgow pendant 19 jours. 
Celtic Connections fait partie intégrante et dynamique de la vie culturelle à Glasgow, avec un impact économique sur la ville atteignant 5,8 millions de livres sterling en 2007. Cet impact, généré par la venue de plus de 2000 musiciens du monde entier, est récompensé en 2015 par le prix Art et Culture des Inspiring City Awards décerné par The Herald et la chambre de commerce de Glasgow.   
Le festival promeut activement les liens artistiques et les échanges culturels à travers les pays, renforcé par Showcase Scotland qui a réuni 200 délégués de l'industrie de la musique de 35 pays différents en Écosse cherchant à réserver des groupes écossais pour des festivals à l'étranger en 2008.   

## Artistes
Parmi les artistes qui ont participé au festival dans le passé, il y a : Alan Stivell, Julie Fowlis, Joan Baez, Bob Geldof, Clannad, Capercaillie, Denez Prigent, Kornog, Pennoù Skoulm, Luar na Lubre, Kate Rusby, Sinéad O'Connor, Alison Krauss, Shane MacGowan, Runrig, Eddi Reader, Evelyn Glennie, Carlos Núñez, Altan, Salif Keïta, James Grant, Dougie MacLean, Billy Bragg, Beth Nielsen Chapman, Mariza, Seth Lakeman, kd lang, Steve Earle, Idlewild, Teenage Fanclub, Snow Patrol, Bert Jansch et Bernard Butler, Eilidh Steel et Mark Neal, Malinky, Fran Healy, Alison Brown, Anna Coogan, Mary Chapin Carpenter, Barbara Dickson, Bobby Womack, Del Amitri, Rhiannon Giddens... 

## Lieux
Le point central du festival est le Glasgow Royal Concert Hall, où des représentations ont lieu dans tous les espaces, des ateliers dans les foyers, aux performances d'artistes de notoriété mondiale dans l'auditorium principal. The Old Fruitmarket, City Halls, ABC, The Tron, The Piping Center, The Classic Grand, O2 Academy et The Tall Ship accueillent également régulièrement des concerts. En 2014, des représentations ont été ajoutées dans la nouvelle salle de type Arena, The SSE Hydro de 13 000 places (25 000 spectateurs en 2 jours) et des animations sont organisées en lien avec les Jeux du Commonwealth de 2014. 
Dans le passé, des événements Celtic Connections ont eu lieu à The Barrowlands, The Arches, Tramway et dans la cathédrale Saint-Mungo de Glasgow. 

## Couverture de diffusion
Le festival Celtic Connections a été diffusé sur la station de radio communautaire Celtic Music Radio. BBC Radio Scotland offre une couverture étendue tandis que de nombreux reportages ont également été diffusés sur Radio Borders. Les principales actualités du festival sont diffusés sur la chaîne nationale BBC Radio 2 et occasionnellement dans l'émission Cuirm @ Celtic de BBC Alba. 
Des artistes y enregistrent un album live : le groupe Runrig en 2000, Richard Thompson en 2012, Duncan Chisholm en 2013... 